# Richard C. Currier
Pour les articles homonymes, voir Currier.
Richard C. Currier est un monteur né le 26 août 1892 à Denver, Colorado, et mort le 14 décembre 1984 à Lake Forest, Californie. Il est principalement connu pour son travail aux studios Hal Roach, où il participa au tournage d'un grand nombre de films de Laurel et Hardy.

## Filmographie

### Années 1920
- 1920 : Her First Flame
- 1921 : The Chef
- 1922 : The Timber Queen de Fred Jackman
- 1925 : Should Husbands Be Watched?
- 1925 : Bad Boy
- 1925 : Wild Papa (en)
- 1925 : Boys Will Be Joys
- 1925 : Innocent Husbands
- 1925 : Mary, Queen of Tots
- 1925 : Your Own Back Yard
- 1925 : Moonlight and Noses
- 1925 : La Fille de l'aubergiste
- 1925 : Le Mariage de Dudule (Should Sailors Marry?) de James Parrott
- 1925 : One Wild Ride
- 1925 : Starvation Blues
- 1925 : Charlie rate son mariage
- 1926 : Good Cheer
- 1926 : What's the World Coming To?
- 1926 : Charley My Boy
- 1926 : Buried Treasure
- 1926 : Wandering Papas
- 1926 : The Hug Bug
- 1926 : Madame Mystery
- 1926 : Monkey Business
- 1926 : Wife Tamers
- 1926 : Métier de chien
- 1926 : Baby Clothes
- 1926 : Uncle Tom's Uncle
- 1926 : He Forgot to Remember
- 1926 : Vive le roi
- 1926 : Le Mari à double face
- 1926 : Shivering Spooks
- 1926 : Deux maris, des soucis ! (Along Came Auntie) de Fred Guiol et Richard Wallace
- 1926 : Crazy Like a Fox
- 1926 : Should Husbands Pay?
- 1926 : The Fourth Alarm
- 1926 : Bromo and Juliet
- 1926 : Wise Guys Prefer Brunettes
- 1926 : Tell 'Em Nothing
- 1926 : Raggedy Rose
- 1926 : The Desert's Toll
- 1926 : Be Your Age
- 1926 : War Feathers
- 1926 : The Nickel-Hopper
- 1926 : Telling Whoppers
- 1927 : Bring Home the Turkey
- 1927 : Should Men Walk Home?
- 1927 : Seeing the World
- 1927 : The Valley of Hell
- 1927 : Why Girls Say No
- 1927 : Ten Years Old
- 1927 : En plein méli-mélo (Slipping Wives)
- 1927 : Un ancien flirt (Love 'Em and Weep)
- 1927 : Fluttering Hearts
- 1927 : Baby Brother (en)
- 1927 : The Glorious Fourth
- 1927 : The Sting of Stings
- 1927 : Poursuite à Luna-Park (Sugar Daddies)
- 1927 : Olympic Games
- 1927 : What Every Iceman Knows
- 1927 : Yale vs. Harvard
- 1927 : The Lighter That Failed
- 1927 : Les Forçats du pinceau (The Second 100 Years)
- 1927 : Le Chant du coucou (Call of the Cuckoo)
- 1927 : The Old Wallop
- 1927 : The Way of All Pants
- 1927 : Plus de chapeau (Hats Off)
- 1927 : Love 'Em and Feed 'Em
- 1927 : Heebee Jeebees
- 1927 : Us
- 1927 : Mon neveu l’Écossais (Putting Pants on Philip)
- 1927 : Fighting Fathers
- 1927 : Dog Heaven
- 1927 : Never the Dames Shall Meet
- 1927 : La Bataille du siècle (The Battle of the Century)
- 1928 : Pass the Gravy
- 1928 : Spook Spoofing
- 1928 : Should Tall Men Marry?
- 1928 : All for Nothing
- 1928 : Laissez-nous rire (Leave 'Em Laughing)
- 1928 : Dumb Daddies
- 1928 : Rainy Days
- 1928 : The Family Group
- 1928 : Laurel et Hardy constructeurs
- 1928 : The Smile Wins
- 1928 : Came the Dawn
- 1928 : Edison, Marconi & Co.
- 1928 : Galloping Ghosts
- 1928 : Aching Youths
- 1928 : À la soupe (From Soup to Nuts)
- 1928 : Blow by Blow
- 1928 : Barnum & Ringling, Inc.
- 1928 : Limousine Love
- 1928 : Ton cor est à toi (You're Darn Tootin') de Edgar Kennedy
- 1928 : Tell It to the Judge
- 1928 : Fair and Muddy
- 1928 : The Fight Pest
- 1928 : La Minute de vérité (Their Purple Moment)
- 1928 : Should Women Drive?
- 1928 : Crazy House
- 1928 : Imagine My Embarrassment
- 1928 : Un homme à boue (Should Married Men Go Home?)
- 1928 : That Night
- 1928 : School Begins
- 1928 : Growing Pains
- 1928 : Is Everybody Happy?
- 1928 : Le Valet casse tout (Early to Bed)
- 1928 : Do Gentlemen Snore?
- 1928 : The Ol' Gray Hoss
- 1928 : All Parts
- 1928 : V'là la flotte (Two Tars)
- 1928 : The Boy Friend
- 1928 : The Booster
- 1928 : Feed 'em and Weep
- 1928 : The Spanking Age
- 1928 : Chasing Husbands
- 1928 : On a gaffé
- 1929 : Election Day
- 1929 : Vive la liberté (Liberty) de Leo McCarey
- 1929 : Noisy Noises
- 1929 : Y a erreur ! (Wrong Again), de Leo McCarey
- 1929 : When Money Comes
- 1929 : The Holy Terror
- 1929 : Loud Soup
- 1929 : C'est ma femme
- 1929 : Why Is a Plumber?
- 1929 : Wiggle Your Ears
- 1929 : Thin Twins
- 1929 : Œil pour œil
- 1929 : The Unkissed Man
- 1929 : On n'a pas l'habitude (Unaccustomed As We Are)
- 1929 : Fast Freight
- 1929 : Hurdy Gurdy
- 1929 : Movie Night
- 1929 : Small Talk
- 1929 : Son Altesse Royale (Double Whoopee)
- 1929 : The Big Squawk
- 1929 : Thundering Toupees
- 1929 : Laurel et Hardy en wagon-lit (Berth Marks)
- 1929 : Little Mother
- 1929 : Madame Q
- 1929 : Railroadin'
- 1929 : Leaping Love
- 1929 : La flotte est dans le lac
- 1929 : Dad's Day
- 1929 : Snappy Sneezer
- 1929 : Perfect Day
- 1929 : Hotter Than Hot
- 1929 : Lazy Days
- 1929 : Crazy Feet
- 1929 : Boxing Gloves
- 1929 : Cat, Dog & Co.
- 1929 : They Go Boom!
- 1929 : Bouncing Babies
- 1929 : Une saisie mouvementée
- 1929 : Saturday's Lesson
- 1929 : The Hoose-Gow
- 1929 : Skirt Shy
- 1929 : Moan & Groan, Inc.
- 1929 : Angora Love

### Années 1930
- 1930 : Ladrones
- 1930 : Chercheuses d'or
- 1930 : Radiomanía
- 1930 : Le joueur de golf
- 1930 : El jugador de golf
- 1930 : El príncipe del dólar
- 1930 : Noche de duendes
- 1930 : Night Owls
- 1930 : The Head Guy
- 1930 : Shivering Shakespeare
- 1930 : The Real McCoy
- 1930 : Quelle bringue ! (Blotto)
- 1930 : The Fighting Parson
- 1930 : The First Seven Years
- 1930 : Whispering Whoopee
- 1930 : Les Bons Petits Diables
- 1930 : When the Wind Blows
- 1930 : La Vida nocturna
- 1930 : All Teed Up
- 1930 : En dessous de zéro
- 1930 : Tiembla y titubea
- 1930 : The Shrimp
- 1930 : Bear Shooters
- 1930 : Fifty Million Husbands
- 1930 : Hog Wild
- 1930 : Temps d'hiver
- 1930 : Fast Work
- 1930 : Girl Shock
- 1930 : Locuras de amor
- 1930 : Pups Is Pups
- 1930 : La Maison de la peur (The Laurel-Hardy Murder Case)
- 1930 : Dollar Dizzy
- 1930 : Teacher's Pet
- 1930 : Bigger and Better
- 1930 : Looser Than Loose
- 1930 : School's Out
- 1930 : Drôles de locataires (Another Fine Mess)
- 1930 : Ladies Last
- 1930 : High C's
- 1931 : Les Carottiers
- 1931 : La señorita de Chicago
- 1931 : Helping Grandma
- 1931 : Blood and Thunder
- 1931 : Drôles de bottes (Be Big!)
- 1931 : Thundering Tenors
- 1931 : Love Business
- 1931 : Glückliche Kindheit
- 1931 : Quand les poules rentrent au bercail (Chickens Come Home)
- 1931 : High Gear
- 1931 : El alma de la fiesta
- 1931 : The Pip from Pittsburg
- 1931 : Little Daddy
- 1931 : Le Bon Filon (Laughing Gravy)
- 1931 : Monerías
- 1931 : Love Fever
- 1931 : Los Calaveras
- 1931 : Rough Seas
- 1931 : Politiquerías
- 1931 : Bargain Day
- 1931 : Air-Tight
- 1931 : Our Wife
- 1931 : Spuk um Mitternacht
- 1931 : One of the Smiths
- 1931 : Fly My Kite
- 1931 : The Panic Is On
- 1931 : Sous les verrous
- 1931 : Catch as Catch Can
- 1931 : Call a Cop!
- 1931 : Big Ears (en)
- 1931 : Skip the Maloo!
- 1931 : Toute la vérité (Come Clean)
- 1931 : The Pajama Party
- 1931 : Shiver My Timbers (en)
- 1931 : Laurel et Hardy campeurs (One Good Turn)
- 1931 : Dogs Is Dogs (en)
- 1931 : Les Deux Légionnaires (Beau Hunks)
- 1931 : On the Loose
- 1932 : Aidons-nous ! (Helpmates)
- 1932 : The Tabasco Kid
- 1932 : Readin' and Writin'
- 1932 : Seal Skins
- 1932 : Love Pains
- 1932 : Free Eats (en)
- 1932 : Stan boxeur (Any Old Port!)
- 1932 : Choo-Choo! (en)
- 1932 : The Nickel Nurser
- 1932 : Red Noses
- 1932 : Spanky (en)
- 1932 : Livreurs, sachez livrer !
- 1932 : You're Telling Me
- 1932 : Strictly Unreliable
- 1932 : Too Many Women de Lloyd French et Robert A. McGowan
- 1932 : Prenez garde au lion
- 1932 : First in War
- 1932 : The Old Bull
- 1932 : The Pooch (en)
- 1932 : Wild Babies
- 1932 : Maison de tout repos (County Hospital)
- 1932 : What Price Taxi
- 1932 : Show Business
- 1932 : Hook and Ladder (en)
- 1932 : Young Ironsides
- 1932 : Les Deux Vagabonds (Scram!)
- 1932 : Les Sans-soucis
- 1932 : Strange Innertube
- 1932 : Hot Spot
- 1932 : Alum and Eve
- 1932 : Free Wheeling
- 1932 : Girl Grief
- 1932 : The Soilers
- 1932 : Laurel et Hardy bonnes d'enfants (Their First Mistake)
- 1932 : Birthday Blues
- 1932 : Now We'll Tell One
- 1932 : Taxi for Two
- 1932 : Sneak Easily
- 1932 : A Lad an' a Lamp
- 1932 : Mr. Bride
- 1932 : Marchands de poisson (Towed in a Hole)
- 1933 : Bring 'Em Back a Wife
- 1933 : Fish Hooky
- 1933 : Fallen Arches
- 1933 : Wreckety Wrecks
- 1933 : Mama Loves Papa de Norman Z. McLeod
- 1933 : Too Much Harmony
- 1933 : Girl Without a Room
- 1934 : Melody in Spring
- 1934 : Many Happy Returns (en)
- 1934 : Elmer and Elsie
- 1935 : People Will Talk
- 1935 : Les joies de la famille
- 1935 : Here Comes Cookie
- 1935 : The Virginia Judge
- 1936 : Woman Trap
- 1936 : L'Espionne Elsa (Till We Meet Again) de Robert Florey
- 1936 : Le Retour de Sophie Lang (The Return of Sophie Lang) de George Archainbaud
- 1936 : Wives Never Know
- 1937 : A Doctor's Diary (en)

### Années 1940
- 1941 : Le Roi des zombies (King of the Zombies)
- 1941 : Tanks a Million
- 1941 : Miss Polly
- 1941 : Military Training
- 1942 : Hay Foot
- 1942 : Flying with Music
- 1942 : Criminal Investigator
- 1942 : Fall In (en) de Kurt Neumann
- 1942 : The McGuerins from Brooklyn
- 1943 : Silver Skates
- 1943 : Taxi, Mister
- 1943 : Yanks Ahoy
- 1943 : Melody Parade
- 1943 : Revenge of the Zombies
- 1943 : Mystery of the 13th Guest
- 1943 : Nearly Eighteen
- 1943 : Femmes enchaînées
- 1943 : Campus Rhythm
- 1944 : The Sultan's Daughter
- 1944 : Invitation à la danse
- 1944 : Hot Rhythm
- 1944 : Detective Kitty O'Day
- 1944 : Leave It to the Irish
- 1944 : Alaska
- 1944 : Crazy Knights
- 1945 : Les Fausses Pudeurs (Mom and Dad), de William Beaudine
- 1945 : L'Espoir de vivre (Forever Yours) de William Nigh
- 1945 : Trouble Chasers
- 1945 : Charlie Chan sur la piste sanglante
- 1945 : Les diables jaunes
- 1945 : Divorce
- 1945 : Suzy des bas-fonds (Sunbonnet Sue) de Ralph Murphy
- 1946 : Swing Parade of 1946
- 1946 : High School Hero (en) d'Arthur Dreifuss
- 1946 : Wife Wanted
- 1949 : The Lawton Story
- 1949 : Wild Weed
- 1949 : There's a Girl in My Heart

### Années 1950
- 1950 : Border Outlaws (en)
- 1951 : Les Nouveaux Exploits de Robin des Bois (Tales of Robin Hood) de James Tinling
- 1953 : Border City Rustlers
- 1953 : Secret of Outlaw Flats
- 1953 : Two Gun Marshal
- 1959 : The Cosmic Man